# Meana Sardo
Meana Sardo – miejscowość i gmina we Włoszech, w regionie Sardynia, w prowincji Nuoro. Graniczy z Aritzo, Atzara, Belvì, Laconi i Samugheo.
Według danych na rok 2004 gminę zamieszkuje 2047 osób, 28 os./km².